# 2004年3月

## 3月31日
- “甘肃第一小康村” 兰州西固区西固乡西固村村委会主任辞，4委员遭罢免，村民13年来第一次行使自己的权利（页面存档备份，存于）

## 3月30日
- 中国政府发表中华人民共和国和多米尼克国建立外交关系的联合公报。（页面存档备份，存于）

## 3月29日
- 中国工程院院士、水稻研究专家袁隆平教授和非洲水稻专家蒙蒂·琼斯博士共同被授予2004年度世界粮食奖。（页面存档备份，存于）
- 保加利亚、爱沙尼亚、拉脱维亚、立陶宛、罗马尼亚、斯洛文尼亚和斯洛伐克7国正式加入北约。（页面存档备份，存于）
- 中国各地全面停止审批新设立和扩大各类开发区（页面存档备份，存于）

## 3月28日
- 法国总理拉法兰的政党在该国的地区选举中惨败。

## 3月27日
- 美國X-43A實驗機成功地在太平洋上空完成高達7馬赫的極超音速飛行，打破世界紀錄。

## 3月26日
- 二战日本侵华战争中国劳工对日索赔案：中国新舄劳工受害者起诉日本政府案，新舄地方法院判决中国劳工胜诉。

## 3月25日
- 中国嫦娥工程公布绕月飞行时间表。（页面存档备份，存于）
- 英国首相布莱尔抵达利比亚，这是自利比亚自独立以来首位英国首相的到访（页面存档备份，存于）

## 3月24日
- 早晨6：26，来自中国内地的冯锦华、张立昆等7名民间保钓人士首次成功登陆钓鱼岛。稍后日本亦派自衛隊成員上岸，目前雙方還在對峙。（页面存档备份，存于）

## 3月23日
- 香港科技大学生物化学系主任、教授暨生物技术研究所所长叶玉如荣获联合国教科文组织世界杰出女科学家成就奖。（页面存档备份，存于）
- 中科院院士陈中伟教授于早上8：30左右在上海意外坠楼身亡。
- 朴槿惠出任韩国最大在野党大国家党新主席

## 3月22日
- 哈马斯精神领袖亚辛在以色列军队的空袭中身亡。
- 天文奇观：从3月22日晚间开始，木星、土星、火星、金星和水星，这5颗肉眼可以看见的行星将会同时在夜空中现身，形成“五星联珠”的天文奇观，将一直持续至4月3日。

## 3月21日
- 马来西亚举行开国以来第11届全国大选，国民阵线在219个国会议席中夺取198席，成功组织新政府。

## 3月20日
- 中華民國總統選舉陳水扁以不足三萬票之差，即六百多萬選票中少於0.5%的些微票數，壓倒連宋配連任。連戰與宋楚瑜陣營在承認落敗後不久突然要求選舉無效，並懷疑有人在選舉中舞弊。
- 全球数万人游行抗议美伊战争爆发一周年。

## 3月19日
- 陈水扁、吕秀莲在台南扫街拜票途中发生意外，陈吕两人被不明物体击中，吕秀莲脚部受伤，陈水扁腹部擦伤，总统府秘书长邱义仁在3点30分证实，陈吕两人遭枪击。（页面存档备份，存于）（页面存档备份，存于）（页面存档备份，存于）
- 联合国开始调查石油换食品计划中可能存在的联合国官员贪污腐败行为。

## 3月17日
- 科索沃发生连串暴力事件，19人死亡，139幢塞族房屋被烧毁，超过30所东正教教堂遭破坏。

## 3月16日
- 二战后德国首次公开展示纳粹头目希特勒形象。（页面存档备份，存于）

## 3月15日
- “云南大学2·23血案”制造者马加爵在海南三亚落网。
- 普京蝉联俄罗斯总统。（页面存档备份，存于）
- 新当选的西班牙首相萨帕特罗宣布将撤回人数达1,300人的驻伊拉克西班牙部队。

## 3月14日
- 中国科学家周琪获国际转基因研究领域大奖。（页面存档备份，存于）
- 中华人民共和国宪法修正案2004年3月14日第十届全国人民代表大会第二次会议通过；（页面存档备份，存于） 修宪将对中国社会产生七大影响； （页面存档备份，存于） 中国总理温家宝：没有政改的成功经改最终也不能成功。（页面存档备份，存于）
- 西班牙大选结果揭晓，由阿斯纳尔领导的执政人民党败于由何塞·路易斯·罗德里格斯·萨帕特罗领导的西班牙社会党。
- 俄罗斯大选中，普京以69%的选票获压倒性胜利，连任总统。

## 3月13日
- 台湾连宋阵营举行“换总统，救台湾”大型造势活动，主辦單位宣稱有300万人参加，是泛蓝历史上最大规模的群众动员活动。活动中连宋夫妇分别以五体投地和跪下的方式亲吻台湾土地。

## 3月12日
- 韩国总统卢武铉被国会弹劾终止总统权力。

## 3月11日
- 西班牙发生恐怖事件：在早晨上班的高峰期西班牙马德里铁路受到一系列炸弹恐怖袭击，至少190人死亡，上千人受伤。基地组织声称对此负责。

## 3月10日
- 利比亚在维也纳与国际原子能机构正式签署了《不扩散核武器条约》的附加议定书，允许该机构的核查人员对其境内的所有核设施进行突击式检查。（页面存档备份，存于）

## 3月8日
- 美国马里兰州境内的一家农场检测到雞只感染了H7型禽流感病毒，該農場的11.8万只雞已經被撲殺。（页面存档备份，存于）

## 3月5日
- 中国十届全国人大二次会议开幕。（页面存档备份，存于）
- 美国同性婚姻：威斯康星州赞同宪法修正案（68:27）以禁止同性婚姻或公民结合和反对其他地方对这种关系的合法化努力。堪萨斯州以88:36通过一个提议的修正案。 （页面存档备份，存于）

## 3月4日
- 中国暂停登记新的网吧等互联网上网服务营业场所。（页面存档备份，存于）

## 3月3日
- 中国人民政治协商会议第十届全国委员会第二次会议在人民大会堂开幕。（页面存档备份，存于）
- 香港網上電視台now.com.hk的冰火台首播脱衣裸体新闻节目。（页面存档备份，存于）

## 3月2日
- 乔治·沃克·布什禁止同性恋结婚违宪。（页面存档备份，存于）
- 2004年美国民主党总统候选人预选在10个州同时举行，约翰·克里获得民主党提名为2004年美国总统选举候选人。。（页面存档备份，存于）
- 美国宇航局科学家宣布，机遇号火星车已找到火星上曾经存在过液态水的强有力证据。（页面存档备份，存于）

## 3月1日
- 欧盟今日开始对美国产品征收惩罚性关税。（页面存档备份，存于）
- 第76届奥斯卡金像奖颁奖典礼在洛杉矶柯达剧院举行。（页面存档备份，存于）
- 由多国科学家组成的两个小组宣布绘出鸡的基因组序列草图和遗传差异图谱，这两项成果在禽流感防治、改善家禽和人类健康等领域都将有应用价值。（页面存档备份，存于）
- 俄罗斯总统普京提名米哈伊尔·弗拉德科夫出任俄联邦政府总理。
- 比利时娈童绑架杀人魔马克·杜特斯在布鲁塞尔接受审判。
- 穆罕默德·巴哈尔·乌卢姆出任伊拉克临时总统。